# Puccinia purpurea
Puccinia purpurea es una especie de hongo y patógeno de plantas que causa royas en el sorghum. Se encuentra en lugares templados de todo el mundo, excluyendo partes más frías como Rusia y Canadá.
El patógeno fue descubierto en 1876 por Cooke, en las hojas de Sorghum vulgare en Maharashtra, India.
P. purpurea también es nativo del este de Australia, excepto Queensland. Donde, está considerado una plaga.